# Vecranotus inermis
Vecranotus inermis är en insektsart som beskrevs av Capener 1972. Vecranotus inermis ingår i släktet Vecranotus och familjen hornstritar. Inga underarter finns listade i Catalogue of Life.